# Notre-Dame (Deuil-la-Barre)

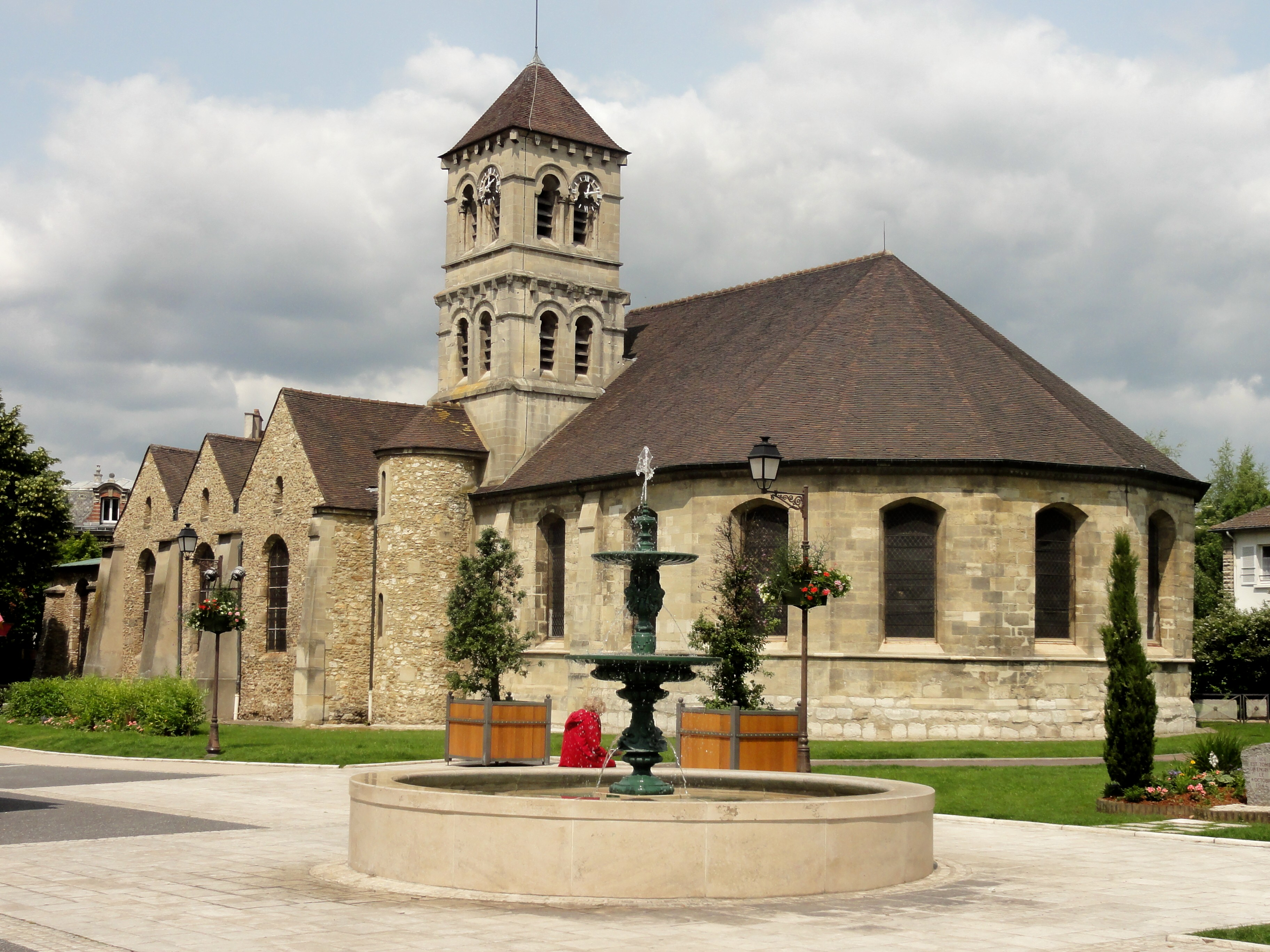
Von rechts nach links: Umgangschor, Querhaus mit Turm, Südkapelle

Die katholische Pfarrkirche Notre-Dame (auch Notre-Dame-et-Saint-Eugène) in Deuil-la-Barre, einer Gemeinde im Département Val-d’Oise in der französischen Region Île-de-France, wurde im 11. Jahrhundert errichtet. Seit 1962 steht die Kirche als Monument historique auf der Liste der Baudenkmäler in Frankreich.

## Geschichte

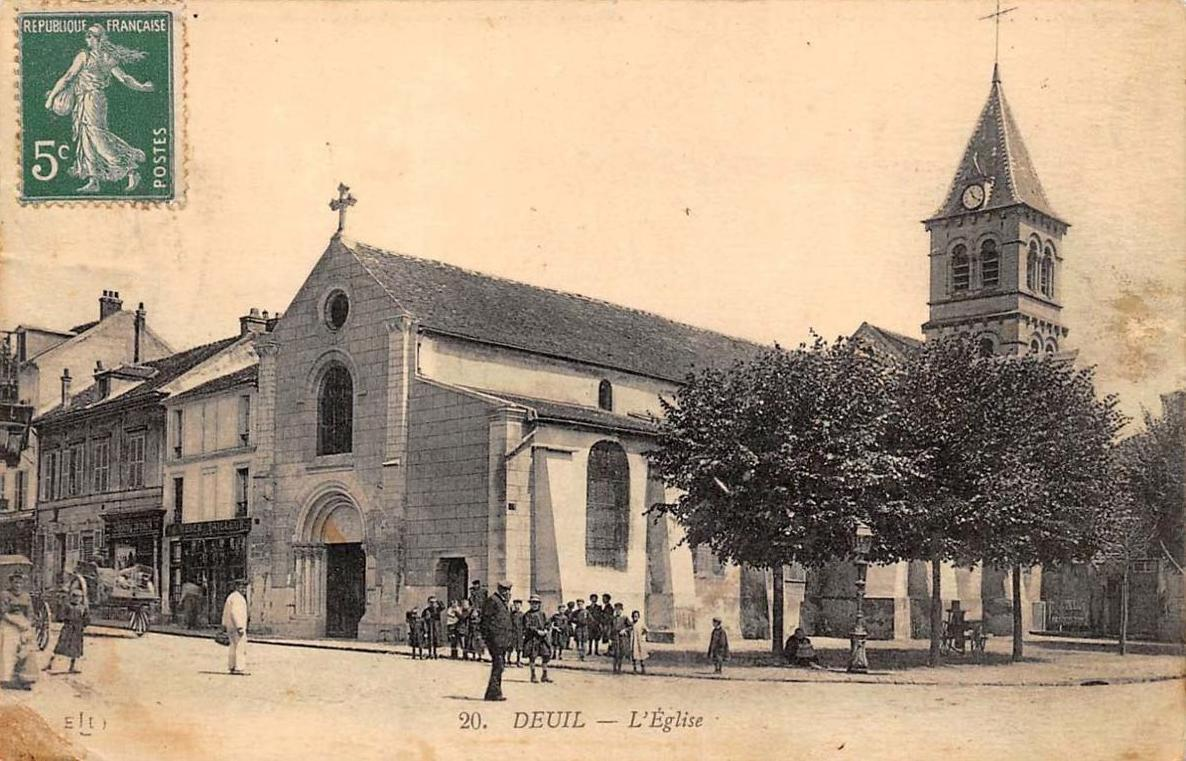
Südwestansicht mit Obergaden

Die Kirche von Deuil-la-Barre war ursprünglich dem hl. Eugen geweiht, der als Märtyrer und Begleiter des hl. Dionysius, des ersten Bischofs von Paris, verehrt wurde. Teilweise wird er auch mit dem Erzbischof Eugen von Toledo verwechselt. Im 9. Jahrhundert verfassten die Mönche der Abtei Saint-Denis seine Vita. Danach wurden die Gebeine des Heiligen auf wunderbare Weise in merowingischer Zeit bei Deuil-la-Barre aufgefunden. Als man sie auf einem Ochsenkarren zu einem Begräbnisort bringen wollte, blieben die Ochsen auf einem Feld stehen. Dies wertete man als Zeichen, an dieser Stelle eine Kirche zu errichten. Die Reliquien des hl. Eugen wurden im 8. und 9. Jahrhundert zum Ziel von Wallfahrten. Allerdings brachte man sie um 850 in die Abtei Saint-Denis, um sie vor den Plünderungen durch die Normannen zu schützen.
1090 gelangte die Kirche in den Besitz der Abtei Saint-Florent in Saumur, die in Deuil-la-Barre ein Priorat errichtete und die Kirche wieder aufbauen ließ. Da die Kirche auch als Pfarrkirche genutzt wurde, teilte man sie in zwei Bereiche mit jeweils eigenem Altar. Der Bereich, der als Pfarrkirche diente, erhielt das Patrozinium Mariä Geburt. Der Chor wurde als Klosterkirche genutzt und war dem hl. Eugen geweiht. 1119/1120 ist der Aufenthalt von Abälard im Priorat von Deuil nachgewiesen.
Im 13. Jahrhundert vergrößerten die Mönche den Chor und bauten ihn im Stil der Gotik um. Weitere Umbauten erfolgten im 15. und 16. Jahrhundert, vor allem nach dem Hundertjährigen Krieg, während dessen die Kirche Schäden erlitt. Ab dem 16. Jahrhundert erfolgte der Niedergang des Priorats. In der Mitte des 18. Jahrhunderts wurde die Kirche um ein Joch verlängert und es wurden neue Fenster eingebaut. Nach Abschluss dieser Bauarbeiten erhielt die Kirche einen Teil der Reliquien des hl. Eugen von der Abtei Saint-Denis zurück.
1764 wurden die Konventsgebäude an Ordensschwestern verkauft und nach der Revolution von 1789 fielen die Gebäude in den Besitz der Pfarrei. 1879/80 fanden weitere Umbauten und Restaurierungen der Kirche statt, die dazu führten, dass die Kirche von der Liste der Monuments historiques gestrichen wurde. Im August 1944 fiel eine V2-Rakete auf die Kirche und zerstörte den Chor und das Schiff. Nach dem Krieg wurde die Kirche in ihrem ursprünglichen Stil und unter Verwendung der alten Steine wiederaufgebaut und 1955 erneut geweiht. 1962 wurde sie wieder in die Liste der Monuments historiques aufgenommen.

## Architektur
Die Kirche ist aus Bruchsteinmauerwerk errichtet. Der Kirchturm weist wie der Chor regelmäßig behauenes Quadermauerwerk auf und stammt noch aus dem 12. Jahrhundert. Die beiden oberen Geschosse sind auf allen vier Seiten von Paaren rundbogiger Schallluken durchbrochen, jedoch nicht als Zwillingsarkaden gestaltet, die Laibungen sind getrennt voneinander mit Rundstäben geschmückt. Zwischen den beiden Stockwerken verläuft ein Gesims mit Kragsteinen, die mit Fratzen verziert sind. Die Originale befinden sich heute im Musée national du Moyen Âge (Musée Cluny) in Paris.

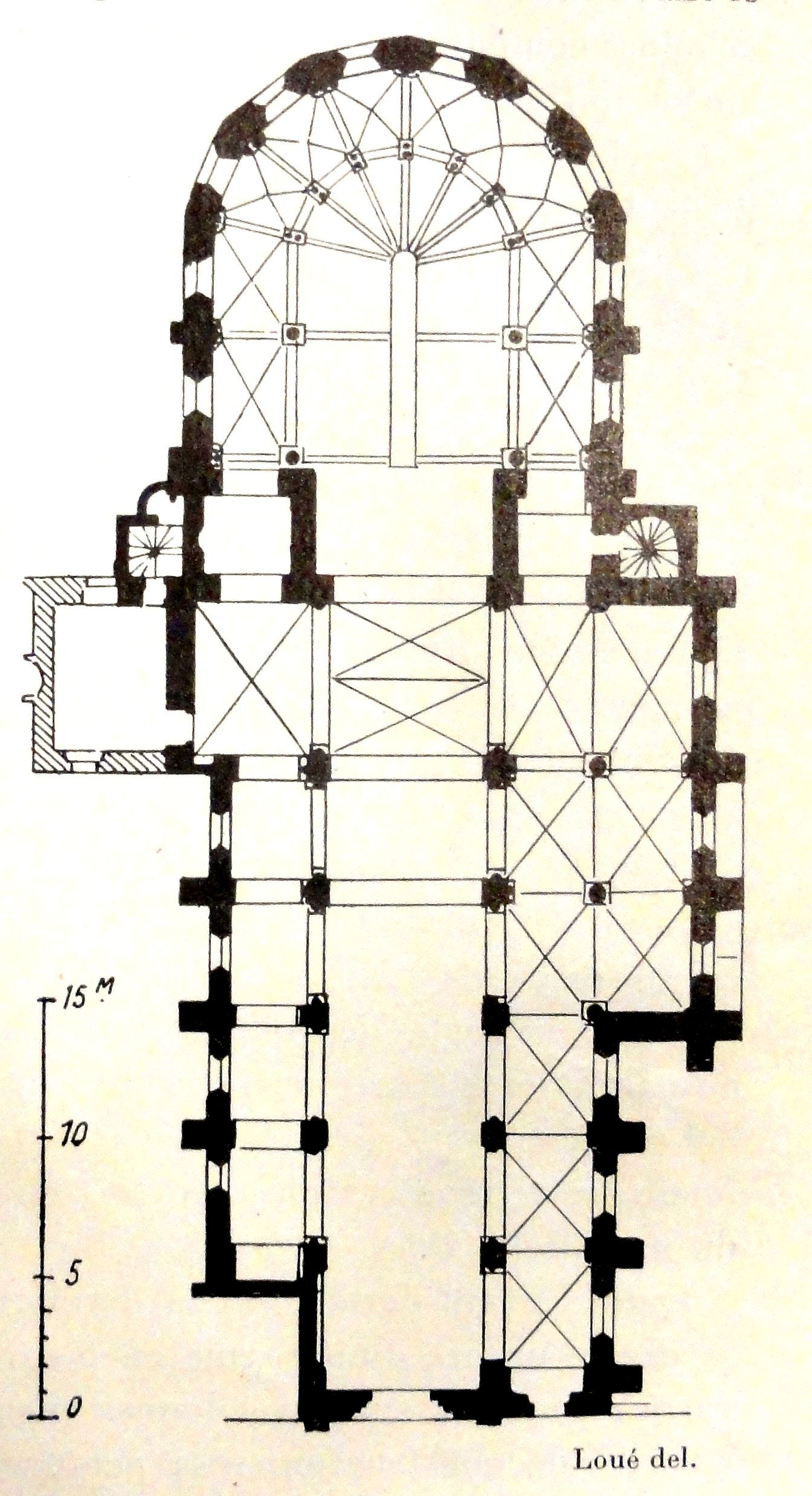
Grundriss
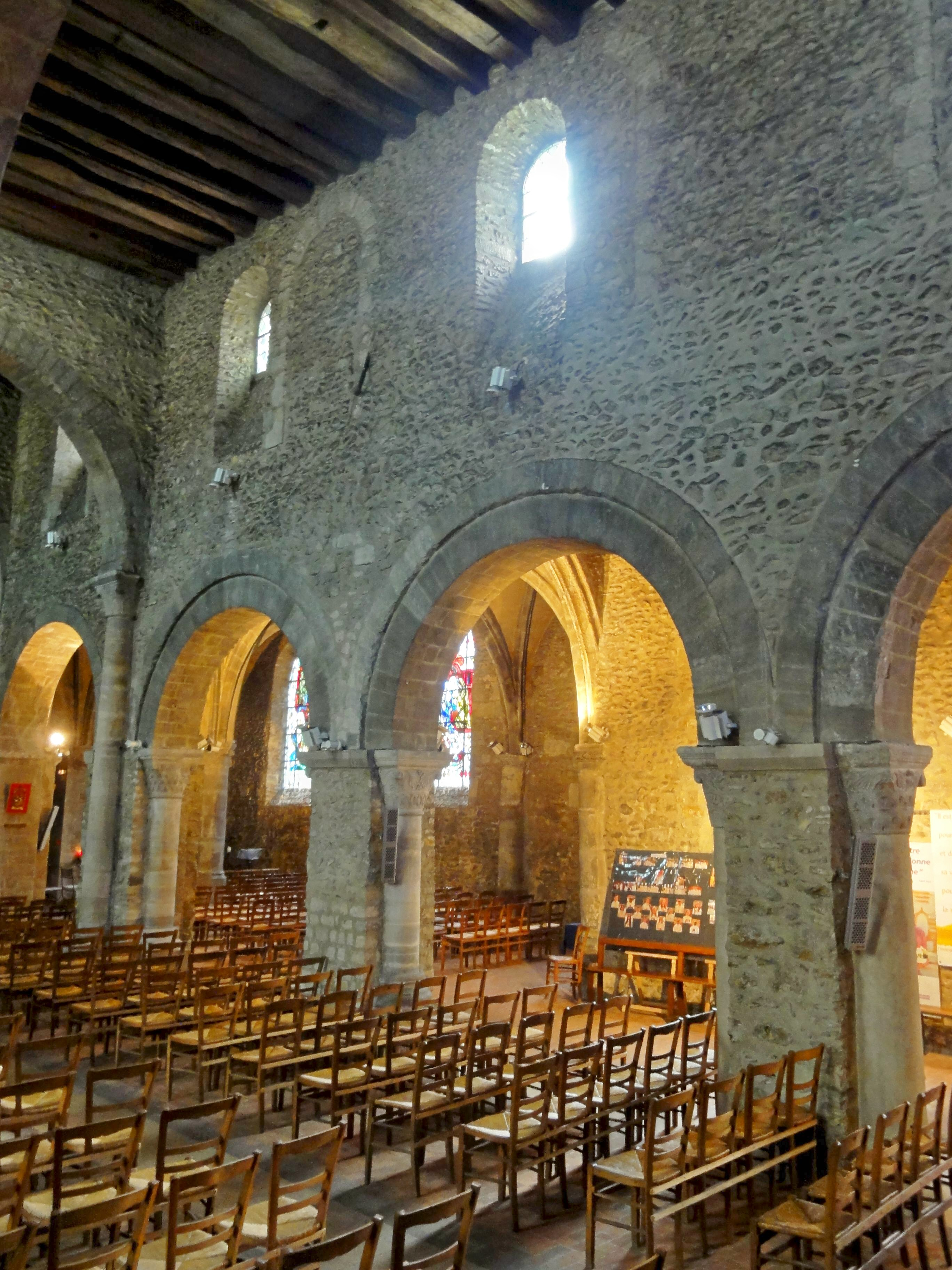
Flachgedecktes Langhausmittelschiff, versetzte Obergaden
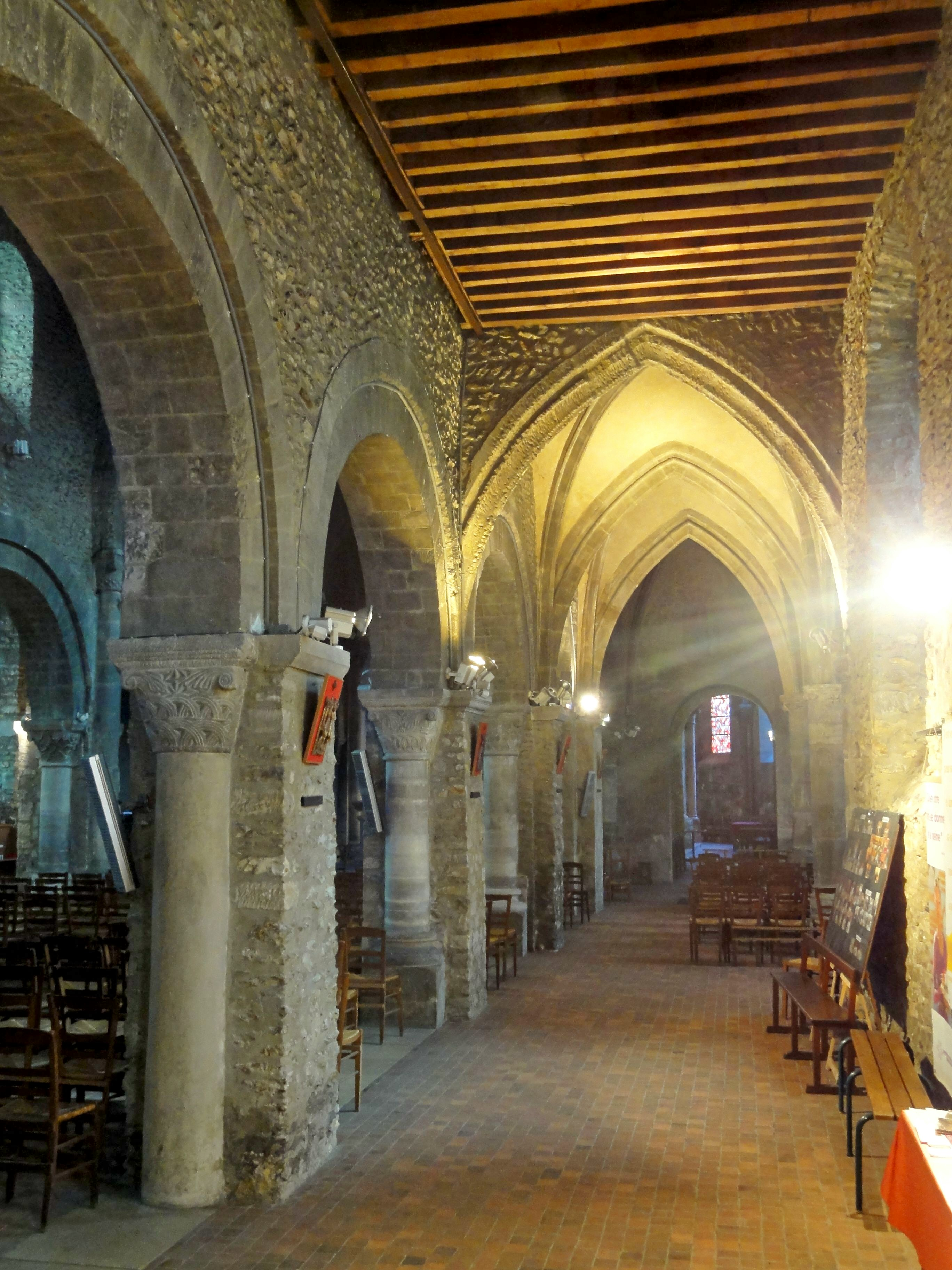
Flachgedecktes Südseitenschiff, dahinter die gewölbte Südkapelle
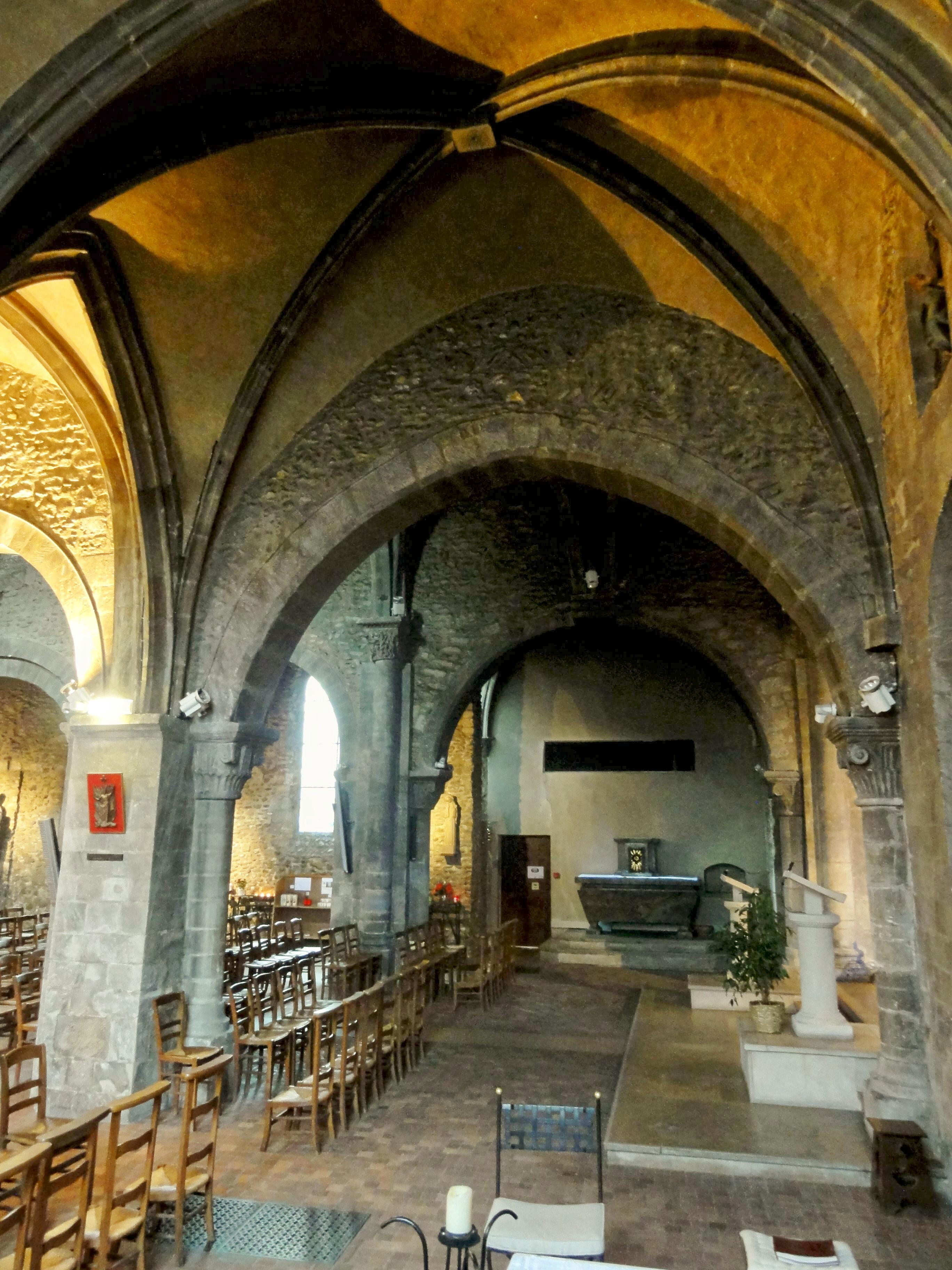
Querhaus mit Birnstabrippen

Das Langhaus ist trotz seiner geringen Höhe eine Basilika. Die romanischen Rundbogenarkaden von jeweils fünf Joche werden von Pfeilern mit runden Vorlagen getragen, aber ihre Arkaturen haben rechteckige Querschnitte. Die Kapitelle liegen nur wenig über der Kopfhöhe erwachsener Menschen.
Ein Kapitell mit stilisierten Blättern stammt aus dem 11. Jahrhundert. Die Kapitelle mit figürlichen Darstellungen wie der Sündenfall von Adam und Eva, der Tod Abels, Daniel in der Löwengrube werden um 1130 datiert. Die Originale befinden sich zum Teil im Musée national du Moyen Âge (Musée Cluny) in Paris.

Romanische Kapitelle
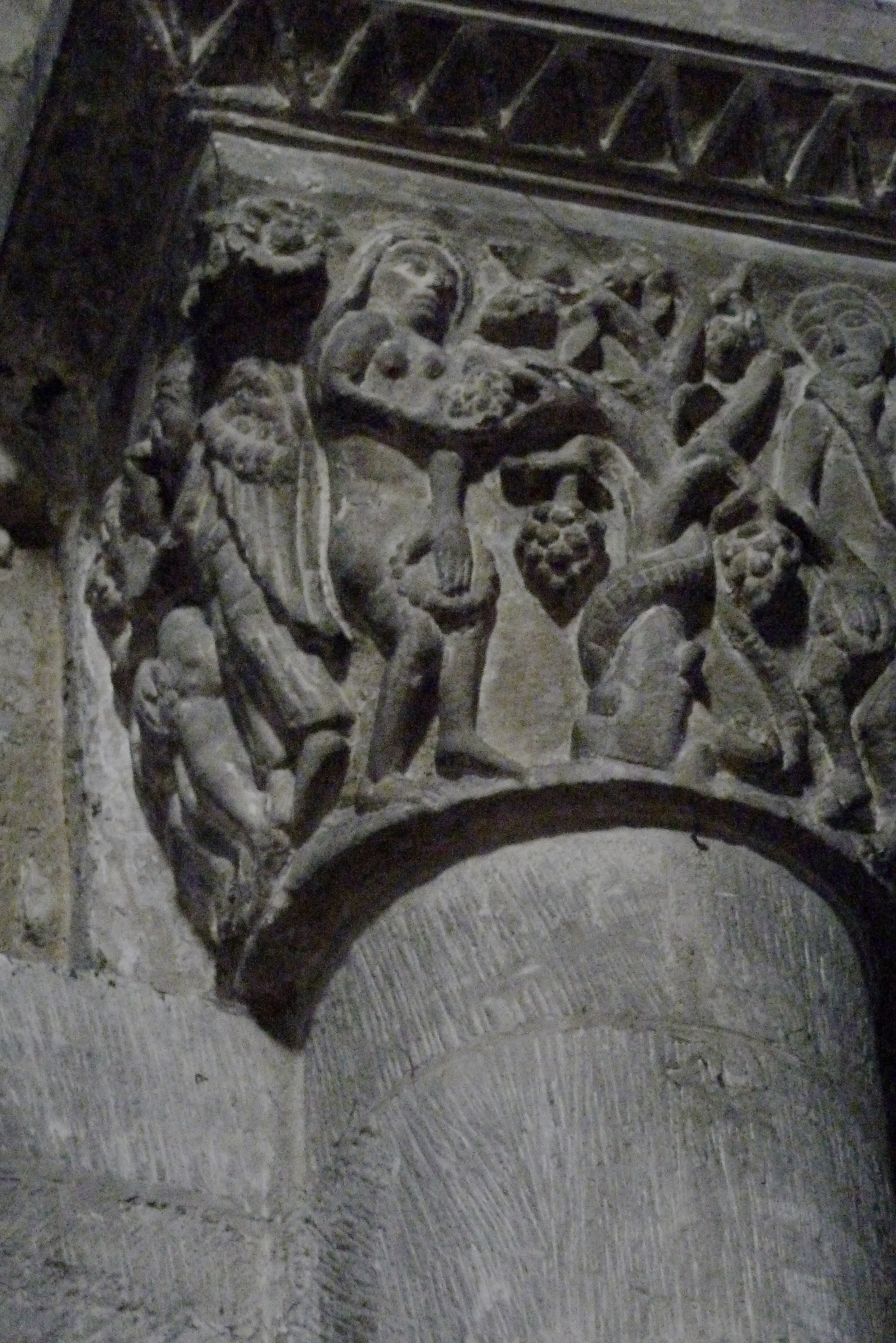
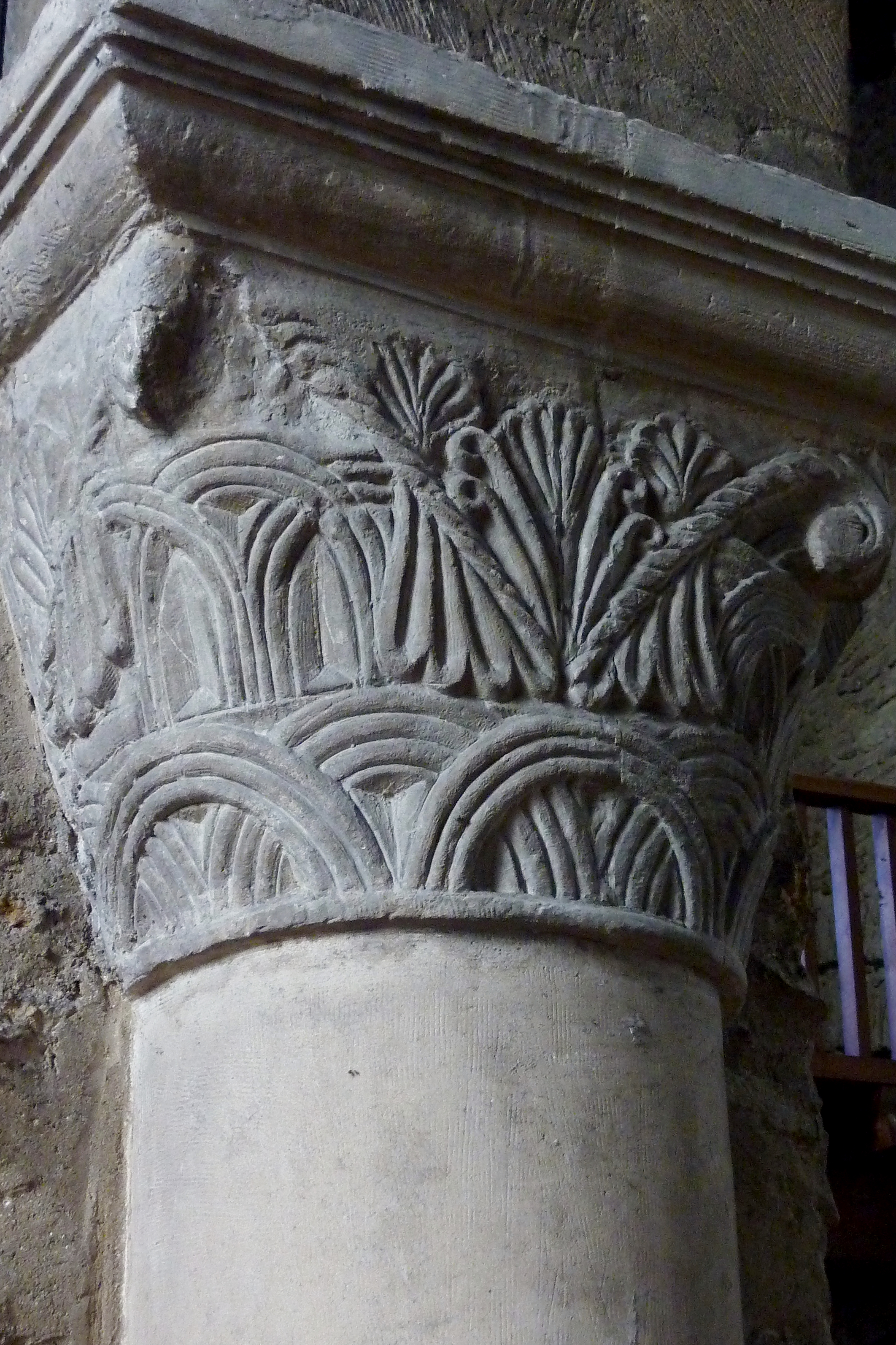
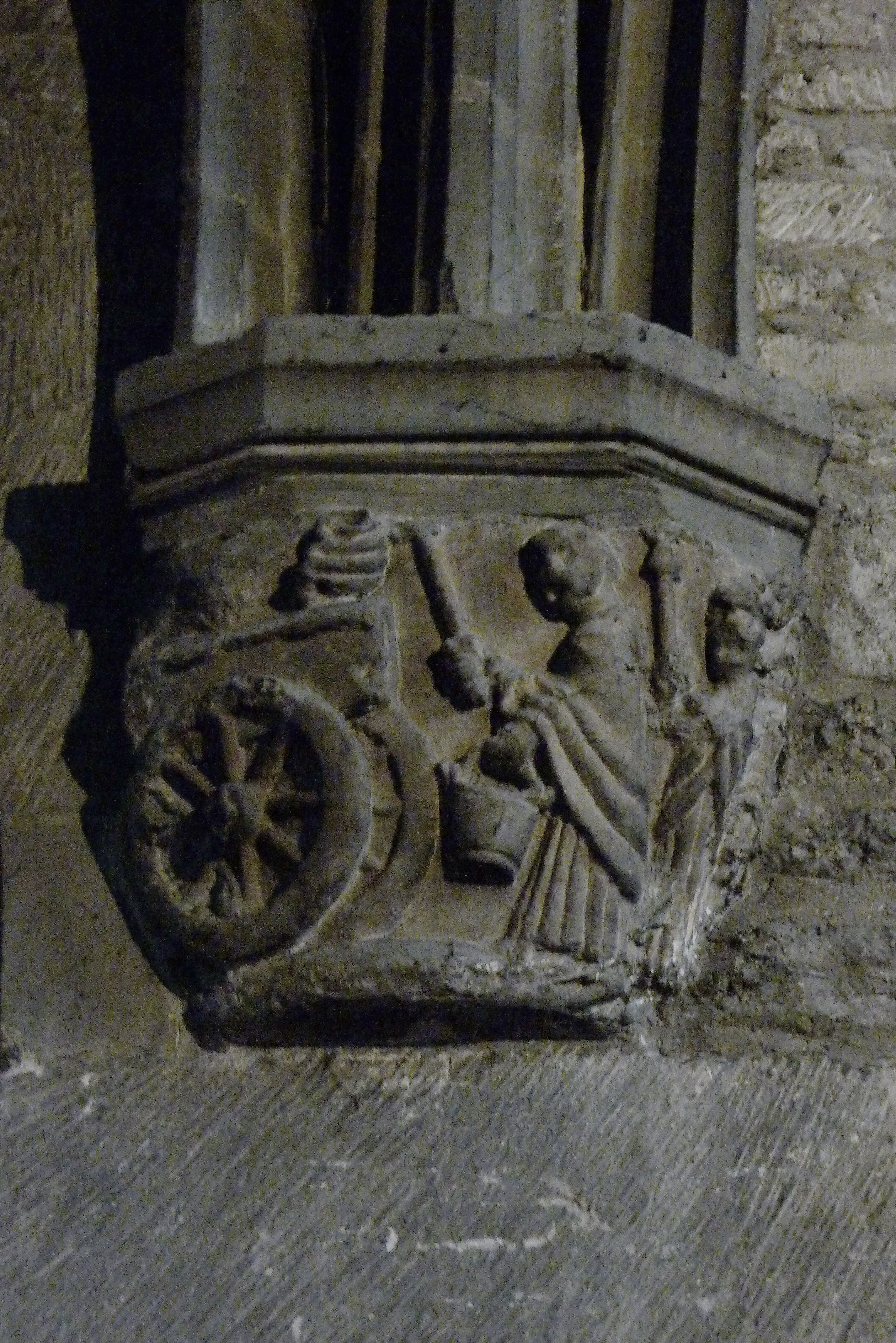
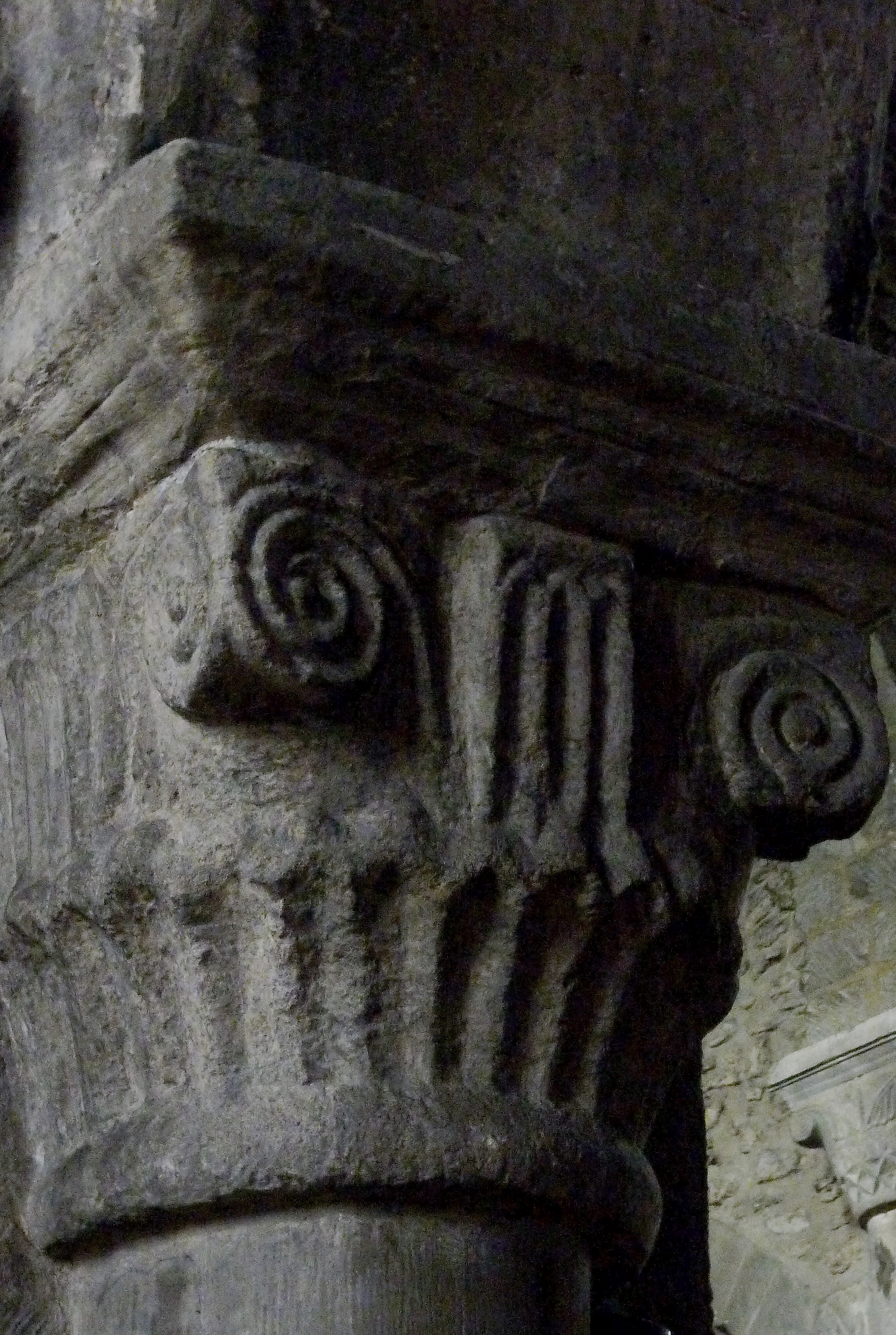

Der Umgangschor gehört schon dem Gothique primitif an. Falls er erst um 1220 errichtet wurde, war er für seine Zeit altertümlich, denn der „klassische“ Umgangschor der Kathedrale von Chartres entstand ab 1194 und war 1220 fertiggestellt und mit dem Umgangschor der Kathedrale von Reims begann um 1211 die Hochgotik. Die Arkade des Chors von Deuil-la-Barre wird an seinem Anfang von runden Säulen mit korinthischen Kapitellen getragen, im Bereich des runden Chorhauptes von Bündelpfeilern aus je zwei schlanken Säulen. Der Chorumgang ist mit einem spitzbogigen Kreuzrippengewölbe gedeckt, die Profile der Rippen und Gurtbögen sind typisch für due erste Phase der französischen Gotik. Der Innenchor allerdings ein hölzernes Tonnengewölbe, das als Halbkuppel schließt. Da der Chor keine Obergaden hat, aber das Gewölbe des Innenchors vollständig oberhalb der Gewölbe des Chorumgangs liegt, ist dieser Umgangschor eine Pseudobasilika, nicht der einzige Umgangschor dieses Typs in Frankreich.

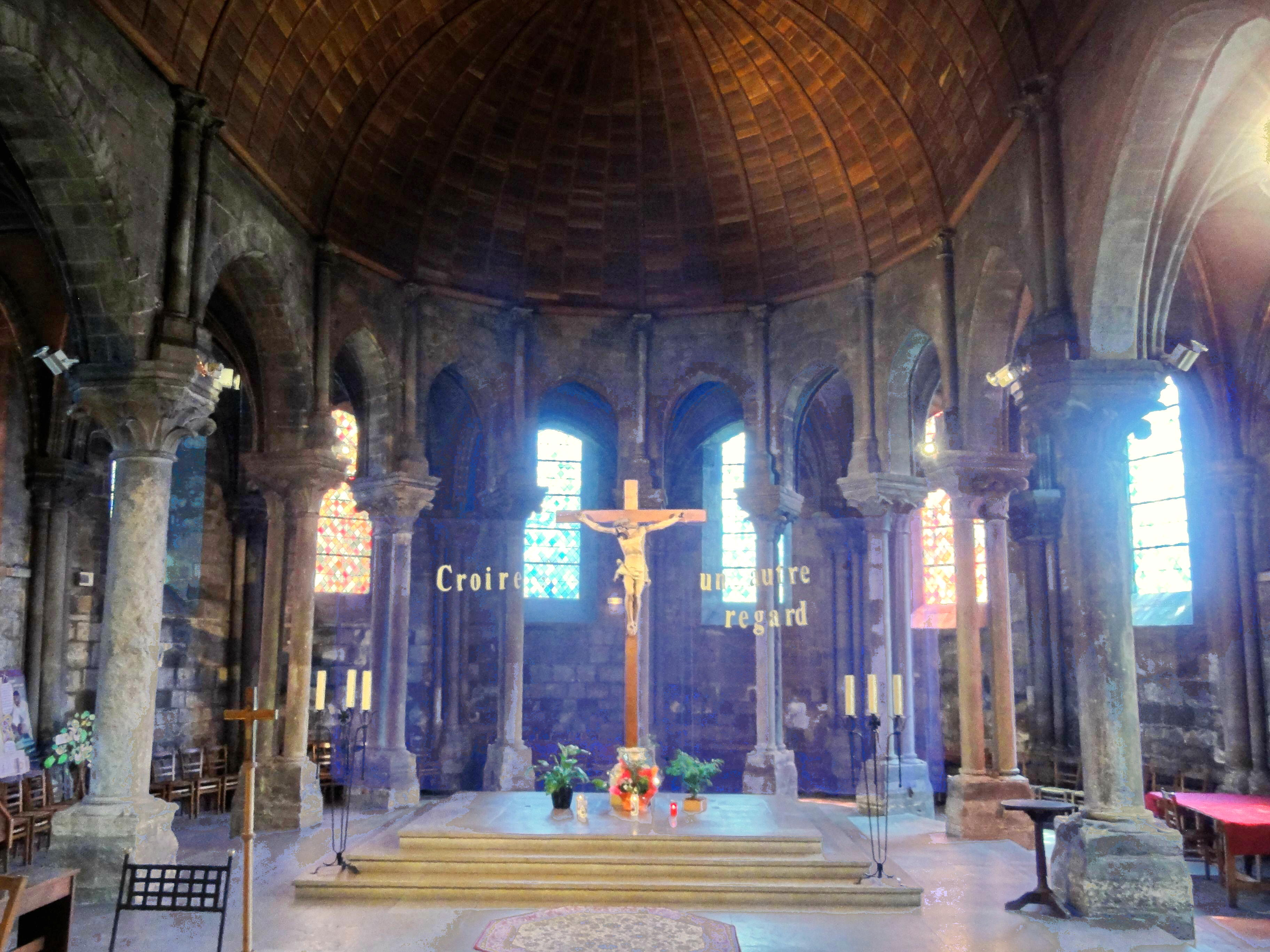
Chorhaupt und Chorumgang
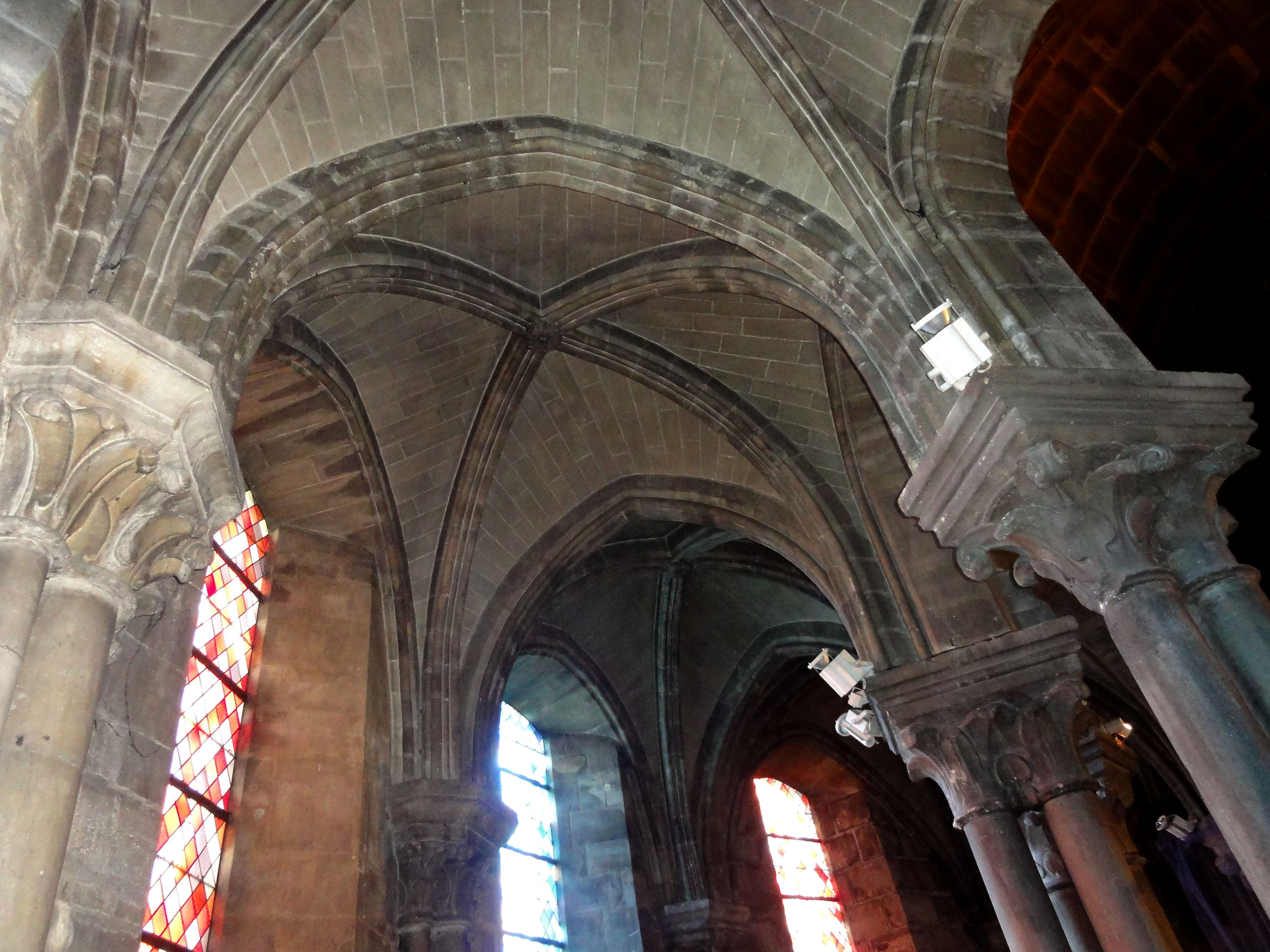
Gewölbe des Chorumgangs

Vierung und Querhaus wurden anscheinend nachträglich eingewölbt, hier und in der zweischiffigen Südkapelle (Erweiterung eines Teils des Südseitenschiffs) haben die Rippen schmale Birnstabprofile.
Wohl im Zusammenhang mit der gotischen Einwölbung der Südkapelle wurden die östlichen Fenster des südlichen Obergadens versetzt. Alle Obergadenfenster sind klein und rundbogig, wohingegen die Fenster der Seitenschiffe anscheinend nachträglich vergrößert wurden. Auch die Segmentbogenfenster des Chorumgangs wirken neuzeitlich.
Auf den Schlusssteinen des Kreuzrippengewölbes über der Vierung sind drei Wappen dargestellt. Das Wappen der Herren von Montmorency erinnert an Hervé de Montmorency, der die Kirche 1090 der Abtei Saint-Florent in Saumur schenkte. Die drei Ochsenköpfe stellen das Wappen des Priorats von Deuil dar und erinnern an die Gründung der Kirche und an den Ochsenkarren, mit dem die sterblichen Überreste des hl. Eugen transportiert wurden. Das dritte Wappen ist das Wappen der Abtei Saint-Florent, in deren Besitz sich das Kloster bis zur Revolution befand.